# قارشقا تپه سی سفلی
قارشقا تپه سی سفلی، روستایی در دهستان اصلاندوز غربی بخش مرکزی شهرستان اصلاندوز در استان اردبیل ایران است.

## جمعیت
بر پایه سرشماری عمومی نفوس و مسکن در سال ۱۳۹۵، جمعیت این روستا برابر با ۱۵۷ نفر (۳۶ خانوار) بوده‌است.